# تچ (آلاباما)
تچ (به انگلیسی: Thach) یک منطقهٔ مسکونی در ایالات متحده آمریکا است که در آلاباما واقع شده‌است. تچ ۲۵۶٫۰۴ متر بالاتر از سطح دریا واقع شده‌است.